# Liste des manufactures et fabricants de porcelaine
 (février 2024).
Si vous disposez d'ouvrages ou d'articles de référence ou si vous connaissez des sites web de qualité traitant du thème abordé ici, merci de compléter l'article en donnant les références utiles à sa vérifiabilité et en les liant à la section « Notes et références ».
Cette liste chronologique reprend les manufactures et fabricants européens de porcelaine (principalement de la porcelaine dure). Si aucune date de fin n'est indiquée, le fabricant est toujours en activité ou bien a été absorbé par une autre société. Parfois, le nom existe toujours en tant que marque, même après l'arrêt des activités.
| Royaume de Bohème |

| Allemagne |